# Стеблин-Каменский, Егор Егорович
Егор (Георгий) Егорович Стеблин-Каменский (20 апреля 1853 — не ранее 1935) — директор канцелярии Морского министерства в 1902—1911 годах, сенатор.

## Биография
Из потомственных дворян Полтавской губернии. Сын тайного советника Егора Павловича Стеблин-Каменского.
Окончил Виленскую 1-ю гимназию с золотой медалью (1872) и юридический факультет Санкт-Петербургского университета со степенью кандидата прав (1876). Воинскую повинность отбывал вольноопределяющимся в 13-м гусарском Нарвском полку, вышел в запас унтер-офицером.
В 1877 году поступил на службу в Министерство юстиции старшим кандидатом на судебные должности при Варшавской судебной палате. В 1878 году был назначен помощником секретаря той же палаты, в 1881 году — исправляющим должность судебного следователя Велюнского уезда, в следующем году — секретарем Варшавской судебной палаты, а 23 марта 1883 года — членом Калишского окружного суда.
Позднее в 1883 году перешёл в Морское министерство, где был назначен помощником юрисконсульта. 1 января 1886 года назначен помощником юрисконсульта VI класса, а 25 августа 1894 года — старшим делопроизводителем V класса канцелярии Морского министерства. 14 мая 1896 года произведен в действительные статские советники. 6 сентября того же года назначен заведующим кодификационными работами, а 20 мая 1902 года — директором канцелярии Морского министерства. 17 апреля 1905 года произведен в тайные советники. 25 апреля 1911 года назначен прокурором Высшего призового суда. Кроме того, состоял председателем Российского общества морского права.
11 октября 1911 года назначен сенатором, присутствующим в департаменте герольдии Правительствующего Сената. 22 октября 1915 года перемещен в судебный департамент, а 1 мая 1917 года — в 4-й департамент Сената.
После Октябрьской революции остался в СССР. В ежегодном справочнике «Весь Петроград на 1923 год» упомянут в качестве юриста под фамилией Стеблин. Умер не ранее 1935 года.

## Семья
Был женат на Ольге Александровне Жандр (1860—1902), дочери вице-адмирала А. П. Жандра. Их дети:
- Александр (1885—1920), окончил Николаевское кавалерийское училище (1908), штабс-ротмистр 3-го гусарского Елисаветградского полка, участник Первой мировой войны и Белого движения на Юге России. Умер от тифа[4][5].
- Георгий (1886—?), полковник лейб-гвардии Конной артиллерии, георгиевский кавалер.
- Иван (1887—1930), морской офицер, протоиерей. Расстрелян в 1930 году.
- Ольга (1889—?)
- Елисавета (1892—?)
- Наталия

## Награды
- Орден Святого Станислава 1-й ст. (1899)
- Орден Святой Анны 1-й ст. (1903)
- Орден Святого Владимира 2-й ст. (1908)
- Орден Белого Орла (1911)
- Орден Святого Александра Невского (1916)